# Jibei
Jibei (kinesiska: 济北街道, 济北) är en socken i Kina. Den ligger i provinsen Shandong, i den östra delen av landet, omkring 39 kilometer nordost om provinshuvudstaden Jinan. Antalet invånare är 31 936. Befolkningen består av 15 944 kvinnor och 15 992 män. Barn under 15 år utgör 16,0 %, vuxna 15-64 år 77 %, och äldre över 65 år 6,0 %.
Genomsnittlig årsnederbörd är 841 millimeter. Den regnigaste månaden är juli, med i genomsnitt 315 mm nederbörd, och den torraste är januari, med 6 mm nederbörd.